# ライオンミュージックサタデー
『ライオンミュージックサタデー』（Lion Music Saturday）は、文化放送で毎週土曜日に放送されているライオン提供のラジオ音楽番組。正式な番組名はパーソナリティ名が冠される。現在のパーソナリティは菊池桃子（2011年7月30日から）。

## 番組概要
毎週ひとつテーマがあり、そのテーマにまつわるリクエスト曲をリスナーから募集し、ベスト5を発表する。番組では1970年代から1990年代までを中心に幅広く選曲しておくるほか『Weekly Momoko Style』などのオリジナルコーナーがある。
天気予報や交通情報などのコーナー名には、開始当初は「トップ」「ライオデント」などライオンの商品名が被せられていたが、現在は「ライオン」に統一されている。
フリーアナウンサーの久保純子をパーソナリティに「久保純子のライオンミュージックサタデー」として放送開始。2011年7月23日の放送を以て久保が電通勤務の夫のアメリカ赴任に伴い、1年半ほど一家で移住することから降板、翌週7月30日よりタレント・歌手の菊池桃子にパーソナリティが交代している。なお、菊池が文化放送でラジオパーソナリティを務めるのは『シルキーSOUND SPECIAL 桃子とおしゃれNIGHT』（1988年10月15日 - 1989年4月1日）以来22年ぶりである。

## 放送時間
- 毎週土曜日 10:00 - 11:00 （JST）

## パーソナリティ
- 久保純子（2006年1月7日 - 2011年7月23日）
- 菊池桃子（2011年7月30日 - ）

## 主なコーナー
- Weekly Momoko Style - 菊池桃子が、今、感じている、おすすめする、注目している、はまっている、 季節の出来事や、人、イベント、行事などをリポーターの報告も交えて紹介するコーナー。2022年春改編時点のリポーターは寺島啓太[6]。

## 過去のコーナー
- ウイークエンドスポーツ - 1週間のスポーツニュースとスポーツの裏話を紹介する。横山剛が担当。

## スタッフ
（2011年7月、久保純子降板時点）
- 構成：近澤浩和、ほし友実[2]
- 番組制作・編集： 松崎諭有（ラヂオ屋）[2]
- ディレクター：吉野亜衣子[2]
- プロデューサー：清水良[2]

## 久保純子産休時の対応
2008年7月24日に、久保が次女を出産（8月2日には番組オープニングで電話出演）。その1ヶ月後の8月23日には、当番組終了後の夜に放送の報道・情報番組「ブロードキャスター」（TBS系）への出演を再開したが、久保が休んでいた時期の収録分は八塩圭子（9月13日放送分）と大橋マキ（9月20日・9月27日放送分）がピンチヒッターを務めた。

## イベント
- 2012年8月11日にTOKYO SKYTREE TOWN(R) STUDIO で、番組初の公開生放送が行われる。
- 2012年11月3日に浜松町グリーン・サウンドフェスタ「浜祭」の一環として浜松町のハマサイトから番組として2回目の公開生放送が行われる。